# Virgen de la Bella
La Virgen de la Bella, oficialmente «Nuestra Señora de la Bella Coronada» es una advocación mariana venerada en la ciudad de Lepe (provincia de Huelva, España). Se trata de una obra anónima de finales del siglo XV, atribuida a Jorge Fernández, que preside la capilla sacramental de la Iglesia de Santo Domingo de Guzmán de Lepe. Presenta la particularidad de ser una «virgen eucarística», al tener un sagrario en su pecho. 
Es la patrona de Lepe y su «Alcaldesa Honoraria y Perpetua» desde 1956 y fue coronada canónicamente en 1990. Además, es la titular de la «Muy Ilustre, Fervorosa y Franciscana Hermandad Matriz de Nuestra Señora de la Bella de Lepe». 
Se celebran en su honor dos fiestas cada año: la romería y la salida procesional el día de su festividad (15 de agosto). Durante la romería, que tiene lugar el segundo domingo de mayo, es trasladada en procesión hasta la Ermita de la Bella, en El Terrón, el día anterior (sábado) y de vuelta a Lepe el posterior (lunes).

## Talla
La Virgen de la Bella es una escultura de 1,51 m, íntegramente tallada en madera de nogal -excepto zonas dañadas en 1936- y policromada. Por sus características estéticas e iconográficas se data la talla entre finales del siglo XV e inicios del siglo XVI y se enmarca en la imaginería mariana del Renacimiento. Se atribuye su autoría, aunque no está acreditada, al escultor sevillano Jorge Fernández o su escuela.
La virgen aparece sentada sobre un cojín de color carmesí y borlones dorados en un amplio sillón tallado y sobredorado cuyos altos altos brazos llevan cabeza de querubín en sus extremos. El sillón luce el anagrama mariano en el centro de su respaldo. La virgen sostiene con la mano izquierda al niño Jesús y con la derecha toca suavemente el pie del mismo. El niño sujeta con la mano izquierda un orbe del mundo, que apoya en su muslo izquierdo, mientras bendice con la mano derecha. Ambos tienen el cabello dorado. Ambos están vestidos por una túnica de color jacinto y la virgen lleva además un manto azul, estofados en oro. Se trata además de una virgen eucarística, pues dispone de un pequeño compartimento su pecho a modo de sagrario.

## Historia
La imagen está relacionada con los frailes franciscanos establecidos en el «Convento de San Francisco del Monte» y posteriormente en Convento de Santa María La Bella. En el siglo XIX, tras la Desamortización de Mendizábal, fue trasladada a la iglesia de Santo Domingo de Guzmán.
Debido a su antigüedad, la imagen ha sido objeto de restauración en 1725-1726, 1907, 1936, 1962/63, 1982 y 2013. Especialmente relevante fue la realizada en 1936 por José Navas-Parejo, pues tuvo lugar tras el asalto popular a la Iglesia de Santo Domingo de Guzmán el 21 de julio de ese año, en el marco de la Guerra civil. Aunque se relata que la imagen fue cegada, fusilada y descuartizada a hachazos antes de ser arrojada al río Piedras, las radiografías realizadas en 1981 muestran que los daños se circunscribieron a la parte superior del rostro (por encima de los pómulos), parte de su mano derecha y pliegues del manto, así como la mitad del rostro del niño y los adornos del espaldar.

### Leyenda del hallazgo
La leyenda sobre el hallazgo de la imagen apareció por primera vez por escrito de mano del fraile Fernando de San José, natural de Lepe y residente del Convento de Santa María la Bella, en el año 1673, quien la reprodujo en estos términos:

Día de la Asunción, por los años de 1484 el P. Guardián y religiosos paseaban a orillas del Terrón... Una lancha, tripulada por tres robustos y hermosísimos jóvenes, toma la embocadura del estero y viene a varar frente a los religiosos. "Traemos una caja y rogamos nos la guarden en el convento hasta que tornemos por ella", dijeron los jóvenes. 

Nueve años estuvo el depósito intacto. Un ermitaño, hombre de la Tercera Orden franciscana, pidió al P. Guardián con tales instancias y de tal forma que le diera permiso para abrirla, que se lo concedieron en presencia de la Comunidad. Apareció entonces la imagen. "Es como la del cielo", exclamó el ermitaño, mientras explicaba la historia de aquel secreto que sólo él conocía por revelación. Procedía de un santo anacoreta muerto en cierta isla lejana. Aquellos tres jóvenes que la depositaron eran ángeles encargados por la Providencia de dejarla en este lugar, para que aquí fuese venerada. ¡Bella!, dijeron a una los religiosos. Colocáronla en el retablo mayor de la iglesia; los pueblos comarcanos corrieron en tropel atraídos por la fama del prodigio. ¡Qué bella es!, decían todos, y así quedó consagrado el título de Nuestra Señora de la Bella.

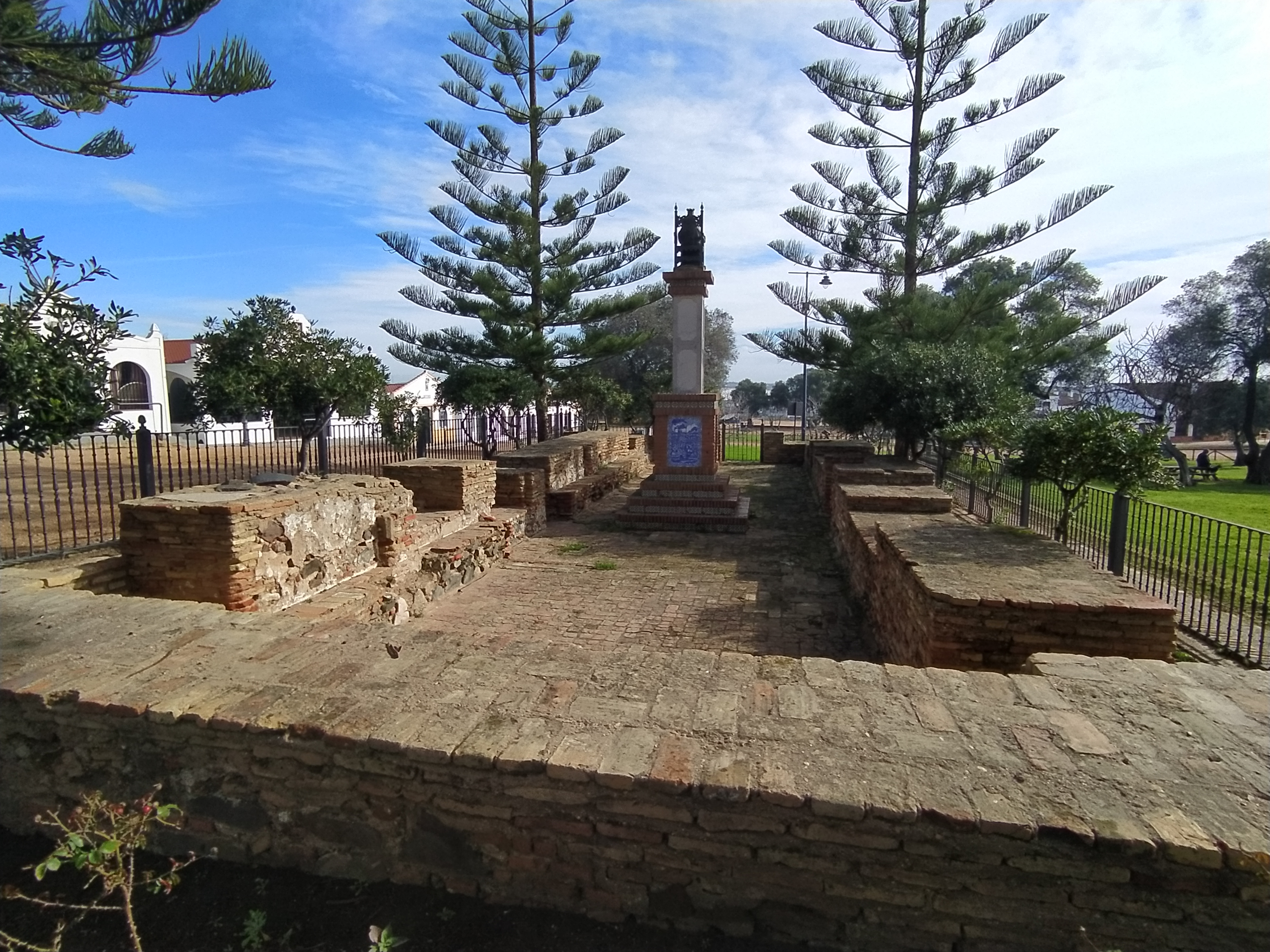
Ruinas del convento Santa María La Bella, en El Terrón

Fernando de San José

### Traslado a Lepe
La imagen permaneció en el convento hasta 1835, año en que fue trasladada a la Iglesia de Santo Domingo de Guzmán en Lepe. Permanece en la capilla sacramental, ubicada a la derecha del altar mayor, en el lado del Evangelio. Esta capilla, anteriormente dedicada a Ntra. Sra. de la Concepción, fue costeada por Baltasar Rodríguez de los Ríos, natural de Lepe, en 1616.
El Ayuntamiento de Lepe, por acuerdo unánime en sesión plenaria, le concedió a la imagen el título de Alcaldesa Honoraria y Perpetua de la villa -hoy ciudad-. El 13 de junio de 1992 se celebró la «Coronación Canónica» de la Virgen de la Bella, según Decreto ratificado por el papa Juan Pablo II.

## Fiestas en honor de Ntra. Sra. de la Bella
En torno a esta imagen se realizan diferentes actos y cultos haciendo que la devoción hacia Ntra. Sra. de la Bella vaya en aumento y que atrae a personas de localidades cercanas, así como de otras regiones. Entre estos, los actos y cultos que sobresalen por excelencia son la Romería y las Fiestas Patronales que se realizan cada año y que está organizado por la Muy Ilustre, Fervorosa y Franciscana Hermandad Matriz de Nuestra Señora de la Bella, creada en 1954 y erigida canónicamente en la Iglesia de Santo Domingo de Guzmán.

### Romería

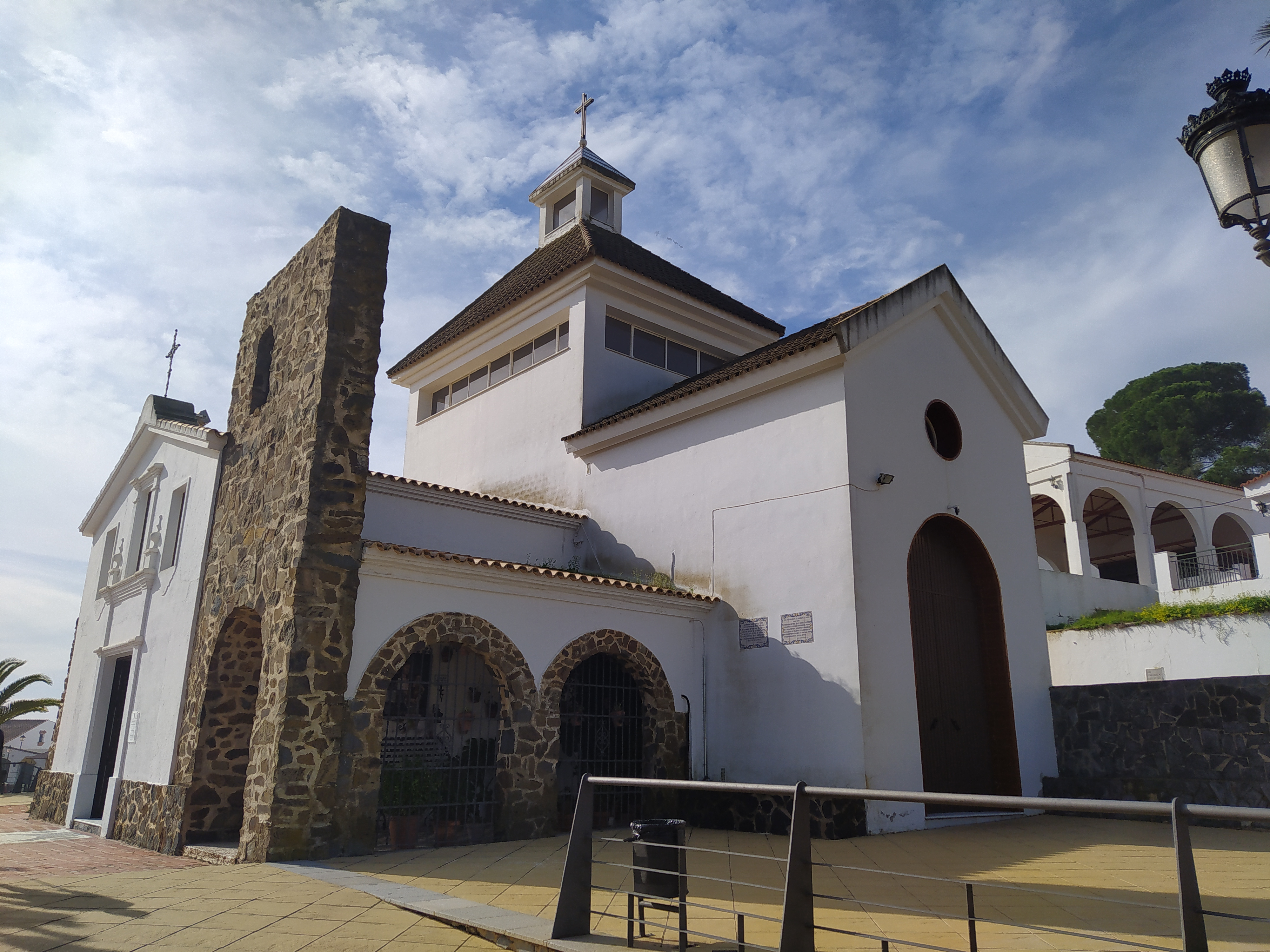
Ermita de la Bella, en El Terrón.

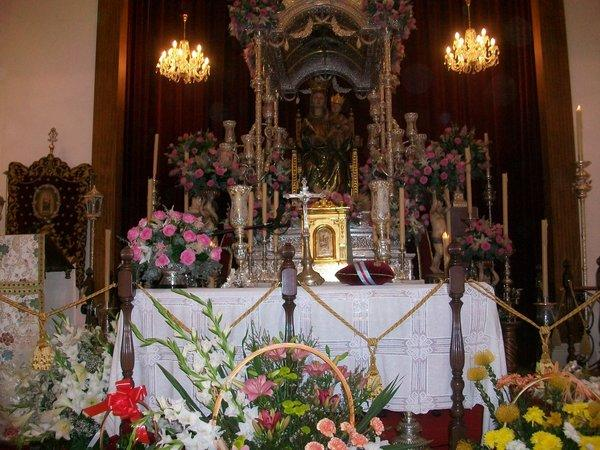
La Virgen de la Bella en el interior de la Ermita, durante la Romería

Todos los años, desde 1966, se realiza una romería en honor a Ntra. Sra. de la Bella coincidiendo con el segundo domingo del mes de mayo.
En 1966, un grupo de jóvenes de Acción Católica, con el apoyo del sacerdote en aquella época Manuel Gómez Orta, organizaron el 8 de mayo una jornada en el cabezo de la Bella con una réplica pequeña de la imagen de la virgen. La noticia se expandió con rapidez por todo el municipio, por lo que sus habitantes se entusiasmaron de tal manera que realizaron carrozas, engalanaron carros y se pidió a los jóvenes que fueran vestidos con los trajes típicos. Este día, proyectado como un día de campo, se convirtió en la primera romería en honor de Ntra. Sra. de la Bella en el siglo XX.
Hasta llegar a la actualidad, la romería ha sufrido transformaciones. A continuación se expone algunos de los cambios producidos:
- Pasó de ser una jornada en el campo, a celebrarse 4 jornadas en su honor.
- Se incorporó un simpecado para presidir la romería, sustituyendo la imagen pequeña.
- Se compraron fincas colindantes al recinto, en las cuales se edifican las casetas y se instalan los chozos.
- En 1974, se llevó por primera vez la talla hasta la romería y, años después, pasó varios días en el recinto.

En la actualidad, los actos que se realizan durante los días que duran la romería son los siguientes:
- Viernes: entre la tarde y noche de esta jornada se realiza el traslado de la virgen hasta la puerta de la espadaña de la Iglesia de Santo Domingo de Guzmán, donde se realiza la Ofrenda de Flores a Ntra. Sra. de la Bella.
- Sábado: en la tarde del sábado la imagen es trasladada en peregrinación hasta su ermita, realizando varias paradas a lo largo del camino. Algunas de estas, son de especial índole, como es la parada en la Cruz Primera donde se realiza el canto de la salve a la virgen, o la parada en el puerto de El Terrón, lugar donde cuenta la leyenda que se encontró la imagen. Cuando la imagen ya se encuentra en su ermita, se realiza la subasta del Pendón, cuyos poseedores lo tendrán durante el año en su casa y presidirán todos los actos en honor a la Santísima Virgen.
- Domingo: en la mañana de esta jornada se celebra la Santa Misa de Romeros. Por la noche, en la madrugada del lunes tiene lugar el Rezo del Santo Rosario.
- Lunes: en la mañana de esta jornada tiene lugar una misa para la preparación al camino de vuelta. Por la tarde, se realiza el traslado la imagen de nuevo al templo.

### Fiestas patronales
El día de 15 de agosto se celebra anualmente el día de la Bella en el marco de las Fiestas Patronales de la Bella y San Roque, en Lepe. Constituye el día grande de estas festividades junto al día 16 de agosto, día de San Roque. De sus celebraciones destaca la salida procesional de Ntra. Sra. de la Bella.
Un elemento característico de la procesión de la Virgen de la Bella el 15 de agosto es la colocación de billetes sobre su manto, tradición que procede de su llegada a la localidad lepera tras la exclaustración del convento franciscano en el que encontraba.

## Pregoneros
Anualmente se celebra el pregón de la Romería de la Bella, el sábado previo al segundo fin de semana de mayo. Este es el listado de pregoneros por año:
- 1973- Francisco Sánchez Díaz
- 1974- Juan de Mata Rodrigo
- 1975- Manuel Glez. Rodríguez
- 1976- Manuel Díaz García
- 1977- Francisco Silveira Rodríguez
- 1978- Juan de Dios Pareja Obregón
- 1979- José María Segovia Azcárate
- 1980- Jesús Rasneros Hdez.
- 1981- Carmelo Glez. Oria
- 1982- Francisco Torres Márquez
- 1983- Marino Santana Martín
- 1984- Pepita Pérez Pérez
- 1985- Tico Medina
- 1986- Antonio Martincano Infante
- 1987- Juanita Rodríguez Cordero
- 1988- Jaime Madruga
- 1989- Isabel María González Muñoz
- 1990- José Nieves Galvín
- 1991- Manuel Gómez Orta
- 1992- Tico Medina
- 1993- Manuel María Prieto
- 1994- Paquita Barrios Muniz
- 1995- Antonio Alejandro Cordero Gómez
- 1996- Eduardo Lozano Flores
- 1997- Isabel Villegas
- 1998- Manuel Gómez Ramírez
- 1999- Esperanza Benítez Miguez
- 2000- Juan Antonio Franco
- 2001- Manuel Diego Pareja-Obregón de los Reyes
- 2002- Manuel Ramírez Oria
- 2003- Rocío Valero Alcaide
- 2004- Gema Aguaded
- 2005- Juana Josefa Santana Gómez
- 2006- Manuel del Valle Martín
- 2007- David Díaz Rodríguez
- 2008- Jesús Palacios Rodríguez
- 2009- Aurelio Juan Madrigal Orta
- 2010- Trinidad Prieto Prieto
- 2011- María de los Ángeles Glez. Álvarez
- 2012- Santiago Talaya Toresano
- 2013- Fernando Marmolejo Hdez.
- 2014 - Cristina Méndez Martín
- 2015 - Francisco Ramírez Lòpez
- 2016 - Isabel Bueno Bueno
- 2017 - Feliciano Fdez. Sousa
- 2018 - Teresa Fdez. Mingorance
- 2019 - María Encarnación López Ruiz
- 2020 - Suspendida por la pandemia COVID-19
- 2021 - Suspendida por la pandemia COVID-19
- 2022 - Lourdes Acevedo Fernández
- 2023 - Cristina Romero Hernández
- 2024 - Juan Antonio Eugenio Martín
- 2025 - Manuel Feria Gómez

## Asociaciones
Existen diversas asociaciones religiosas o hermandades vinculadas a la Hermandad de Ntra. Sra. de la Bella en otras localidades de España: 
| Hermandad o Asociación                                   | Año de fundación como Asociación | Año de erección canónica |
| -------------------------------------------------------- | -------------------------------- | ------------------------ |
| Hermandad de Nuestra Señora de la Bella de Huelva        | 2008                             | 2014                     |
| Hermandad de Nuestra Señora de la Bella de Isla Cristina | 2011                             | 2015                     |
| Asociación de Nuestra Señora de la Bella de La Antilla   | 2016                             |                          |
| Grupo de Fieles de Nuestra Señora de la Bella de Sevilla | 2024                             |                          |